# Distrito de Havlíčkův Brod
El distrito de Havlíčkův Brod es uno de los cinco distritos que forman la región de Vysočina, República Checa, con una población estimada a principio del año 2018 de 94 486 habitantes. Se encuentra ubicado en el centro-sur del país, al sureste de Praga, cerca de la frontera con Austria. Su capital es la ciudad de Havlíčkův Brod.

## Localidades (población año 2018)
- Bačkov 123
- Bartoušov 147
- Bělá 215
- Bezděkov 250
- Bojiště 258
- Boňkov 79
- Borek 126
- Břevnice 150
- Čachotín 186
- Čečkovice 82
- Česká Bělá 1044
- Chotěboř 9290
- Chřenovice 152
- Chrtníč 116
- Číhošť 336
- Dlouhá Ves 439
- Dolní Krupá 418
- Dolní Město 903
- Dolní Sokolovec 84
- Druhanov 152
- Golčův Jeníkov 2640
- Habry 1316
- Havlíčkova Borová 957
- Havlíčkův Brod 23 101
- Herálec 1 118
- Heřmanice 55
- Hněvkovice 582
- Horní Krupá 567
- Horní Paseka 74
- Hradec 247
- Hurtova Lhota 246
- Jedlá 80
- Jeřišno 271
- Jilem 129
- Jitkov 234
- Kámen 384
- Kamenná Lhota 254
- Klokočov 126
- Knyk 435
- Kochánov 173
- Kojetín 159
- Kouty 199
- Kožlí 794
- Kozlov 233
- Kraborovice 97
- Krásná Hora 519
- Krátká Ves 136
- Krucemburk 1560
- Kunemil 114
- Květinov 241
- Kyjov 147
- Kynice 92
- Lány 51
- Ledeč nad Sázavou 5104
- Leškovice 75
- Leština u Světlé 570
- Libice nad Doubravou 873
- Lípa 1149
- Lipnice nad Sázavou 657
- Lučice 633
- Malčín 213
- Maleč 665
- Michalovice 205
- Modlíkov 162
- Nejepín 67
- Nová Ves u Chotěboře 554
- Nová Ves u Leštiny 125
- Nová Ves u Světlé 554
- Okrouhlice 1372
- Okrouhlička 244
- Olešenka 181
- Olešná 346
- Ostrov 145
- Oudoleň 368
- Ovesná Lhota 168
- Pavlov 137
- Podmoklany 140
- Podmoky124
- Pohled 754
- Pohleď 70
- Přibyslav 4015
- Příseka 409
- Prosíčka 135
- Radostín 159
- Rozsochatec 498
- Rušinov 180
- Rybníček 65
- Sázavka 327
- Sedletín 282
- Skorkov 83
- Skryje 183
- Skuhrov 287
- Šlapanov 804
- Slavětín 115
- Slavíkov 300
- Slavníč 60
- Sloupno 40
- Služátky 163
- Sobíňov 714
- Štoky 1944
- Stříbrné Hory 247
- Světlá nad Sázavou 6615
- Tis 380
- Trpišovice 171
- Uhelná Příbram 522
- Úhořilka 47
- Úsobí 673
- Vepříkov 324
- Veselý Žďár 559
- Věž 832
- Věžnice 414
- Vilémov 975
- Vilémovice 253
- Víska 186
- Vlkanov 52
- Vysoká 222
- Ždírec 144
- Ždírec nad Doubravou 3126
- Žižkovo Pole 371
- Zvěstovice 74